# Kazachstan na Mistrzostwach Świata w Lekkoatletyce 2009
Kazachstan na Mistrzostwach Świata w Lekkoatletyce 2009 – reprezentacja Kazachstanu podczas czempionatu w Berlinie liczyła 13 zawodników. Reprezentanci Kazachstanu nie zajęli żadnego miejsca punktowanego.

## Występy reprezentantów Kazachstanu

### Mężczyźni
| Konkurencja   | Zawodnik            | Eliminacje | Eliminacje | Ćwierćfinał   | Ćwierćfinał   | Półfinał      | Półfinał      | Finał         | Finał         |
| Konkurencja   | Zawodnik            | Wynik      | Poz.       | Wynik         | Poz.          | Wynik         | Poz.          | Wynik         | Poz.          |
| ------------- | ------------------- | ---------- | ---------- | ------------- | ------------- | ------------- | ------------- | ------------- | ------------- |
| Bieg na 200 m | Wiaczesław Murawjow | 21,48      | 52.        | Nie awansował | Nie awansował | Nie awansował | Nie awansował | Nie awansował | Nie awansował |
| Chód na 20 km | Rustam Kuwatow      |            |            |               |               |               |               | 1:28:47 SB    | 37.           |

| Konkurencja   | Zawodnik            | Kwalifikacje | Kwalifikacje | Finał         | Finał         |
| Konkurencja   | Zawodnik            | Wynik        | Poz.         | Wynik         | Poz.          |
| ------------- | ------------------- | ------------ | ------------ | ------------- | ------------- |
| Skok w dal    | Konstantin Safronow | 7,54         | 39.          | Nie awansował | Nie awansował |
| Trójskok      | Jewgienij Jektow    | 16,13        | 35.          | Nie awansował | Nie awansował |
| Dziesięciobój | Dmitrij Karpow      |              |              | 7952          | 21.           |

### Kobiety
| Konkurencja                | Zawodniczka        | Eliminacje | Eliminacje | Półfinał       | Półfinał       | Finał          | Finał          |
| Konkurencja                | Zawodniczka        | Wynik      | Poz.       | Wynik          | Poz.           | Wynik          | Poz.           |
| -------------------------- | ------------------ | ---------- | ---------- | -------------- | -------------- | -------------- | -------------- |
| Bieg na 400 m              | Marina Maslenko    | 54,38      | 29.        | Nie awansowała | Nie awansowała | Nie awansowała | Nie awansowała |
| Bieg na 100 m przez płotki | Natalia Iwoninska  | 13,41      | 29.        | Nie awansowała | Nie awansowała | Nie awansowała | Nie awansowała |
| Bieg na 400 m przez płotki | Tatiana Azarowa    | 57,90      | 28.        | Nie awansowała | Nie awansowała | Nie awansowała | Nie awansowała |
| Chód na 20 km              | Swietłana Tołstaja |            |            |                |                | 1:40:41 SB     | 32.            |

| Konkurencja | Zawodniczka          | Kwalifikacje | Kwalifikacje | Finał          | Finał          |
| Konkurencja | Zawodniczka          | Wynik        | Poz.         | Wynik          | Poz.           |
| ----------- | -------------------- | ------------ | ------------ | -------------- | -------------- |
| Skok wzwyż  | Marina Aitowa        | 1,92         | 13.          | Nie awansowała | Nie awansowała |
| Skok wzwyż  | Jekaterina Jewsejewa | 1,85         | 30.          | Nie awansowała | Nie awansowała |
| Trójskok    | Olga Rypakowa        | 14,13        | 12.          | 13,91          | 10.            |
| Trójskok    | Irina Litwinienko    | 13,82        | 23.          | Nie awansowała | Nie awansowała |